# Порнография в Японии
Производство порнографической продукции занимает важное место в японской масс-культуре. Несмотря на существование 175-й статьи Уложения о наказаниях Японии, остающейся без изменений с 1907 года, которая устанавливает запрет на производство и продажу любой порнографической продукции, де-факто строгий юридический запрет на производство порнофильмов отсутствует, строго запрещена лишь публикация материала с демонстрацией лобковых волос, однако с 1980-х гг. и этот запрет соблюдается лишь отчасти. Надзор за допустимостью/недопустимостью производства такого вида продукции осуществляет не государство, а добровольные организации, такие как Японское общество видеоэтики, которые в выдаче разрешений или запретов руководствуются своими принципами и интересами. Всё это привело к тому, что ежегодный объём порнографической продукции в Японии достигает 35 000 фильмов в год, что ставит Японию в уникальное положение по отношению к другим азиатским странам, где производство порнографии или полностью запрещено (Китай), или осуществляется, но в значительно меньших объёмах.

## История явления

### Порнография в традиционном обществе

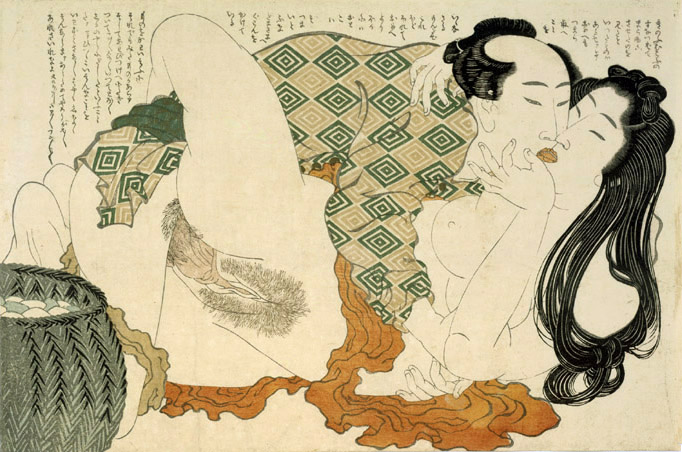
Ксилография ок. 1815 года, Кацусика Хокусай

Расцвет японской порнографии имеет свои исторические корни. Сексуальные темы в японском искусстве возникли много веков назад и восходят к древним японским мифам, среди которых самый известный — миф о возникновении японских островов в результате сексуальной связи бога Идзанаги и богини Идзанами. В первой половине японской хроники «Кодзики» (712 год) 35 эпизодов имеют непосредственное отношение к сексу. В период Эдо широкое распространение получил эротический жанр деревянной гравюры укиё-э под названием сюнга (яп. 春画) — «весенние картины».
В древних памятниках нет и намёка на неодобрительное отношение к сексу. «Эта откровенность в рассказе о сексе и литературных материалах, — пишет японский культурантрополог Тосинао Ёнэяма, — сохранилась вплоть до нашего дня… В японской культуре не было в отношении секса сознания первородного греха, как это имело место в христианских культурах». Несмотря на то что в 1868 году после Реставрации Мэйдзи и проникновения христианских миссионеров были введены некоторые ограничения и цензура, сексуальность оставалась ведущей темой в японской массовой культуре и не связывалась с чувством стыда или вины.

### Порнография в послевоенное время
Американская оккупация после поражения Японии во Второй мировой войне повлекла за собой не только проведение успешных реформ, но и принесла с собой влияние западной масс-культуры, в частности эротических журналов, таких как Playboy. Белые женщины, малоизвестные японцам герои западной культуры в скором времени стали культовыми в Стране восходящего солнца, вызывали восторг и поклонение.

### Пинку эйга
Уже в 1960 году в японских кинотеатрах появляются пинку эйга, которые изначально представляли собой низкобюджетную лёгкую порнографию, которую производили режиссёры-любители. Неоднозначные трактовки японских законов привели к многочисленным уголовным разбирательствам, что впрочем не ослабило мощи набирающего силы явления.
Первый главный «розовый фильм» вышел в 1964 году. Это был «Мечтатель», поставленный Тэцудзи Такэти, с тех пор известного в качестве «крестного отца японского порнографического кино», на студии «Сётику». Он стал первым фильмом из так называемой «японской новой волны», где в эротических сценах демонстрировалась женская нагота и лобковые волосы, что являлось табу в японском обществе. «Мечтатель» — фильм о молодом художнике, находящемся в кресле у дантиста под анестезией и одновременно галлюцинирующем о симпатичной молодой девушке, которую он встретил в вестибюле и видит её подвергнутой всем видам сексуального насилия садистским дантистом. Когда герой пробуждается, то у него появляется двойственность в восприятии действительности. Японские власти раскритиковали фильм, возражая против «аморального» представления их нации для восприятия остальной части мира. Такэти впоследствии сделал два ремейка фильма. В версии 1981 года, которая носила такое же название «Мечтатель», и «Мечтателе 2» в главной роли снялась Кёко Айдзомэ — первая японская порнозвезда. «Мечтатель» 1981 года к тому же стал первым японским художественным фильмом с несимулированными сценами секса.
Период с 1964 по 1981 год — это время популярности игровых «розовых фильмов», главная тема которых — заключения, неволя, жестокость, пытки, изнасилования. Это также период упорной борьбы японских кинематографистов с государственной цензурой за расширение рамок дозволенного для изображения на экране. В противоположность западной цензуре, которая вырезала куски из фильмов, японская довольствовалась оптическим смазыванием, ретушированием показываемых половых органов, оставляя метраж картины без изменений.

### Расцвет порнографии

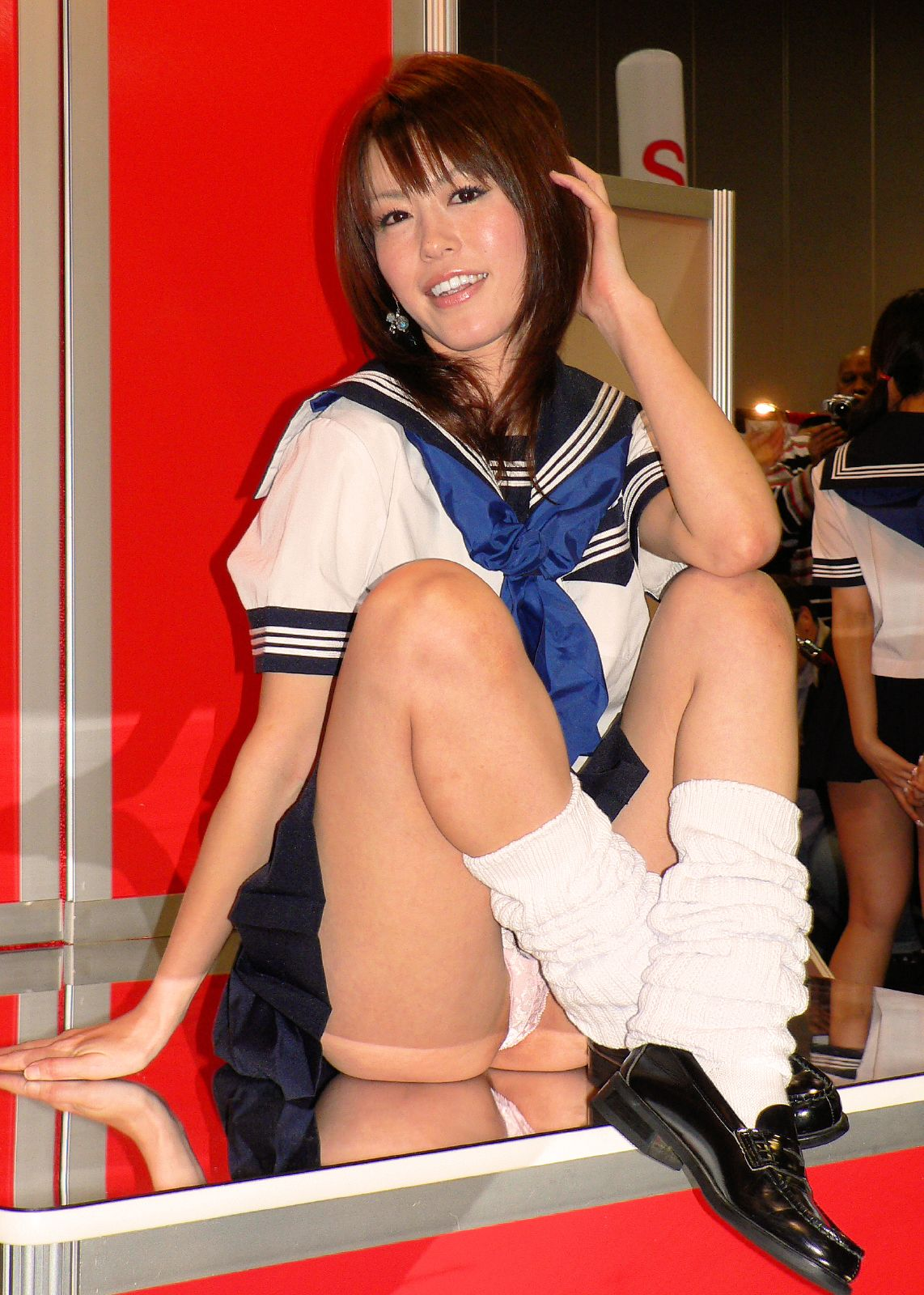
Порнозвезда Ай Химэно. Эксплуатация образа невинных школьниц — отличительная черта японской порнографии

В 1980-е годы выход на рынок порнографического видео сокрушил «розовое» кинопроизводство. В это время благодаря росту зажиточности японских семей, которые в своём большинстве могли себе позволить телевизор и видеомагнитофон, порнография перемещается из публичных кинотеатров в домашние. Появление Интернета лишь поспособствовало её ещё более широкому распространению. Порноактрисами становились молодые привлекательные девушки, которые не могли найти себе работу в «розовых» фильмах. Некоторые, впрочем, совмещали съёмки в порно и игровых фильмах, некоторые начинали с порнографии, а затем перебирались в игровые фильмы.
В 2011 году японский журнал «Weekly Post» привёл данные, согласно которым японская порноиндустрия насчитывает около 150 000 девушек и женщин, которые имели опыт съёмок в порнографических фильмах. Это означает, что каждая двухсотая японка (из возрастной категории от 19 до 55 лет) хотя бы раз снималась в порнофильме. Согласно данному изданию, предположение, что одна из 400 школьниц снялась в порно, является стандартным допущением.

## Актёры и актрисы
Японский исследователь Ацухико Накамура, автор серии книг «Безымянные женщины» (яп. «名前のない女たち»), на основе сотен интервью с японскими порноактрисами пришёл к выводу, что ежегодно в порноиндустрию приходит свыше 6000 молодых девушек, большая часть из которых ищет лёгких денег и готова покинуть бизнес, накопив достаточно для безбедного существования. До конца 90-х гг. XX века японки утверждали, что не станут сниматься в порно даже за 10 млн иен, сейчас же работу получают лишь 15 из 100 желающих. «Теперь это всё равно что устроиться на подработку в продуктовый магазин», — иронизирует Накамура.
В редких случаях девушки приходят в порнографию после неудачно сложившейся карьеры в шоу-бизнесе. Так, к примеру, певицы Рина Наканиси (псевдоним — Рико Ямагути) и Эри Такамацу (псевдоним — Риса Татибана) пришли в порнобизнес после отставки из популярной девичьей поп-группы AKB48. Ямагути помимо того вовлекла в порнобизнес и свою младшую сестру — Нарику (псевдоним — Рику Ямагути).
После завершения карьеры многим актрисам удаётся завести семью и найти работу вне секс-индустрии, однако примерно 2⁄3, покинув съёмочную площадку, не могут смириться с рутинной работой и более низкой зарплатой, а посему продолжают работу в секс-индустрии в качестве массажисток, проституток и т. п.

## Влияние порнографии на общество

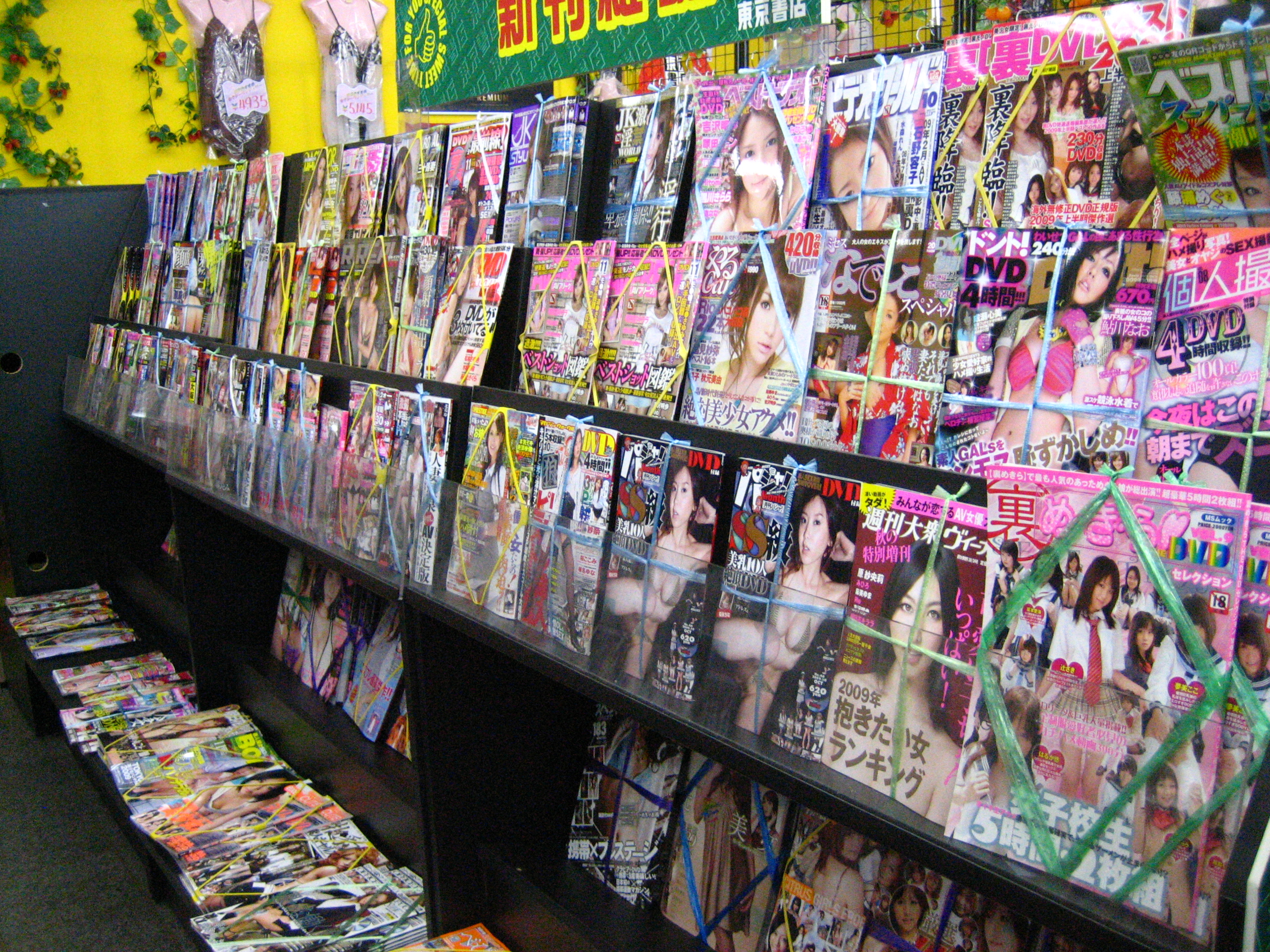
Порнографические журналы на магазинных полках в Японии

Сексологи Милтон Даймонд и Аяко Утияма проследили строгую корреляцию между ростом популярности порнографических материалов в Японии, начиная с 1970 года, и снижением числа задокументированных случаев сексуального насилия, в том числе преступлений, совершенных несовершеннолетними, и нападений на детей до 13 лет. Они ссылаются на аналогичные результаты в Дании и Германии. Таким образом, обеспокоенность тем, что страны с высоким уровнем доступности материалов сексуального характера пострадают от увеличения числа преступлений на сексуальной почве, не подтверждается, однако сокращение количества преступлений на сексуальной почве в Японии в течение исследованного периода могло произойти под влиянием различных факторов.